# Центральна вулиця (Старобільськ)
Центральна вулиця — центральна вулиця міста Старобільська. Бере свій початок від річки Айдар і проходить майже через все місто.

## Історія
Назва — Купецька (Комерційна) пішла від великої кількості магазинів і торгових точок. Майже всі будинки на ній належали дворянам, купцям, поміщикам і духовенству. Значна частина їх збереглася до наших днів. Саме на цій вулиці купцем Н. А. Кожухом було побудовано перший механічний млин у місті в 1865 році.
Поруч ще до будівлі цього комплексу на площі розташовувалася аптека Давидова, побудована в 1892 році. Ця облицьована червоною цеглою будівля збереглася до наших днів.
На вулиці Комунарів в 1926 році був відкритий краєзнавчий музей. Його створював завідувач метеорологічної станції Я. П. Сімонов. Для цього була виділена кімната в будинку в центрі міста, канцелярський стіл, кілька стільців. Під час німецько-радянської війни цей будинок повністю згорів і повоєнні роки музей знову почали створювати. Для цих цілей було виділено приміщення на центральній площі, де музей знаходився багато років.
Відомою будівлею цієї вулиці був торговельний комплекс М. Руднєва. Зараз в цьому приміщенні знаходиться супермаркет та філія «Ощадбанку». Комплекс побудований в 1908 році.
Напередодні 15-ї річниці незалежності України, 23 серпня 2006, біля районного будинку культури був встановлений пам'ятник Т. Г. Шевченку. Луганська обласна бібліотека подарувала місту копію скульпторів М.Грицюка, Ю.Синькевича, А.Фуженка.
На вулиці Комунарів біля універмагу в 1972 році був встановлений ще один пам'ятник — Ф. Д. Панфілову. Автор бюста скульптор В. М. Голосов. Саме Панфілов 4 січня 1918 проголосив радянську владу в повіті.
А згідно рішення Старобільської міської ради № 57/4 від 21 жовтня 2015 року вулицю Комунарів перейменували і тепер вона носить нову назву — Центральна